# Thuận An, Lâm Đồng
Thuận An là một xã thuộc tỉnh Lâm Đồng, Việt Nam.

## Địa lý
Xã Thuận An nằm ở phía tây nam huyện Đắk Mil, có vị trí địa lý:
- Phía đông giáp xã Đức Minh
- Phía tây giáp Campuchia
- Phía nam giáp huyện Đắk Song
- Phía bắc giáp xã Đắk Lao và thị trấn Đắk Mil.

Xã Thuận An có diện tích 61,95 km², dân số năm 2019 là 11.315 người, mật độ dân số đạt 183 người/km².
Phía tây xã có cửa khẩu Đăk Peur thông thương với Campuchia.

## Hành chính
Xã Thuận An được chia thành 8 thôn: Đức An, Đức Hoà, Thuận Bắc, Thuận Hạnh, Thuận Hoà, Thuận Nam, Thuận Sơn, Thuận Thành và 2 bon: Bu Đắk, Sar Pa.